# Karl Johann August Müller
Karl Johann August Müller (Allstedt, 16 de dezembro de 1818 — Halle an der Saale, 9 de fevereiro de 1889), também conhecido por Müller Hallensis, foi um briologista e divulgador da ciência.

## Biografia
Müller era originário de uma famílias de poucos recursos, filho de Christian Müller, artesão de couros, e de sua esposa, Louise Hoblitz. Começou a trabalhar cedo, como aprendiz de farmacêutico, tendo trabalhado em farmácias de várias localidades da Alemanha (Kranichfeld, Jever, Detmold e Blankenburg am Harz). Concluída a sua aprendizagem, em 1842 Müller começou a trabalhar na farmácia de Ernst Hampe, o que o levou a ganhar gosto pela briologia.
Esse gosto pela briologia levou a que em 1843 tenha prosseguido estudos de Botânica na Universidade de Halle, que frequentou de 1843 a 1846, sendo aluno de Diederich Franz Leonhard von Schlechtendal. Também em 1843 foi contratado para assistente do editor do Botanische Zeitung, periódico onde manteve longa colaboração.
Em 1847 começou a publicar sua obra intitulada Synopsis Muscorum Frondosorum omnium hucusque cognitorum. Em colaboração com Otto Ule e Emil Adolf Rossmässler, Müller fundou o periódico Die Natur, de que foi editor-chefe de 1852 a 1896, revista que permaneceu por várias décadas como o principal jornal da ciência popular na Alemanha. Escreveu vários livros de divulgação científica destinados ao grande público numa tentativa de divulgar uma imagem esteticamente imbuída da natureza. Rejeitou as ideias de evolução de Charles Darwin. Foi também um dos fundadores da Associação de Ciências Naturais da Saxónia e Turíngia (Naturwissenschaftlicher Verein für Sachsen und Thüringen in Halle).
Durante sua carreira, acumulou um herbário com mais de 12 000 espécies briológicas. A espécie Pyrrhobryum parramattense é uma das muitas espécies que descreveu.
Em 1898, Müller foi eleito membro da Academia Leopoldina.

## Obras
Entre outras, é autor das seguintes obras:
- Synopsis muscorum frondosorum (dois volumes, 1849/1851).
- Genera muscorum frondosorum (1901).,[9] (com  Karl Schliephacke).[10]
- Antäus oder to dir Natur im Spiegel der Menschheit.

Foi editor dos seguintes periódicos:
- Die Natur, Halle, (1.1852–51.1902), ZDB-ID 2748313-7
- Illustrierte Gartenzeitung, Schweizerbart, Stuttgart (4.1860–19.1875), ZDB-ID 2475710-X

## Links
- Abreviatura oficial e lista de nomes de plantas e fungos atribuídos a Karl Johann August Müller no The International Plant Names Index (IPNI) (em inglês).
- Darwin Correspondence Project- Müller, J.K.A.